# Сент-Эндрью (округ, Ямайка)
Сент-Э́ндрью (англ. St. Andrew) — округ, расположенный на юго-востоке Ямайки в историческом графстве Суррей. По переписи на 2011 год был самым населённым (573 369 чел.) среди округов Ямайки. Административный центр — город Хаф-Уэй-Три.